# 中山路 (太平區)
中山路為臺灣臺中市重要道路之一，可通往臺中市東區，全線位於太平區境內。大致呈筆畫橫折（┐）向，西連旱溪精武大橋精武路，南扺市道136號東平路段，分為四段。中山路一段－二段大興路口，屬縣道129號路段；二段大興路口－四段樹德路口為鄉道中89-3線；其餘屬中128線。

## 行經行政區域
（由南至西）
- 太平區

## 車道配置
- 中山路一段－中山路二段（宜昌路）：雙向二車道
- 中山路二段－中山路四段：雙向四車道，無設置中央綠化安全島。

## 本道路客運
| 編號 | 業者     | 路線                         | 行駛區間         |
| ---- | -------- | ---------------------------- | ---------------- |
| 3    | 統聯客運 | 東山高中 - 高鐵台中站        | 樹德路－宜昌路   |
| 15   | 臺中客運 | 綠川東站 - 國軍台中總醫院    | 大興路           |
| 41   | 臺中客運 | 國立公共資訊圖書館－慈明高中 | 旱溪東路－洪厝莊 |
| 51   | 豐原客運 | 屯區藝文中心－莒光新城       | 大興路－東平路   |
| 74   | 中鹿客運 | 太平國小 - 仁友停車場        | 洪厝莊－宜欣社區 |
| 75   | 統聯客運 | 台中榮總 - 一江橋            | 祥順路－東平路   |
| 85   | 統聯客運 | 高鐵台中站 - 國軍台中總醫院  | 旱溪東路－大興路 |
| 142  | 臺中客運 | 綠川東站－豐年社區           | 旱溪東路－宜昌路 |
| 163  | 臺中客運 | 綠川東站－可樂新城           | 旱溪東路－長安路 |
| 202  | 豐原客運 | 豐富公園－豐原               | 旱溪東路－樹德路 |

## 沿線設施
（由南到西）

| 東平路 一段 - 臺中市立圖書館太平坪林分館 - 臺中市政府衛生局太平區衛生所 - 臺中市政府警察局太平分局 - 國立勤益科技大學 - 中華郵政太平坪林郵局 坪林路 二段 - 臺中市太平區坪林國民小學 - 臺中市立太平國民中學 - 國立勤益科技大學新校區（原國防部坪林營區一部分） - 坪林森林公園（原國防部坪林營區一部分） 大興路 - 國防部福利總處坪林福利站 - 國軍臺中總醫院 - 合作金庫銀行坪林分行 - 坪林森林公園（原國防部坪林營區一部分） - 臺中市太平區中華國民小學 - 三信商業銀行太平分行 坪林橋（跨廍子溪） 祥順路（台中生活圈特二號道路） | 三段 - 麥當勞太平中山餐廳 - 土地銀行太平分行 - 樹孝路、宜昌路、宜欣社區 太平交流道 四段 - 臺中市太平區新高國民小學（中山路、環中東路口旁，預計2020年招生） - 臺中市政府警察局太平分局新平派出所 - 臺中市政府消防局第三救災救護大隊中山分隊 - 中華郵政太平宜欣郵局 樹德路、十甲東路 精武東路（過樹德路後，進入東區轄區內改為精武東路） - 陽信銀行精武分行 - 合作金庫銀行精武分行 - 麥當勞精武東餐廳 - 肯德基太平店 - 台中銀行北太平分行 - 新光銀行十甲分行 振福路 四段（過振福路後，回到太平區中山路四段） 旱溪東路二段 - 精武大橋（終點，隔旱溪與東區區界） 精武路 |

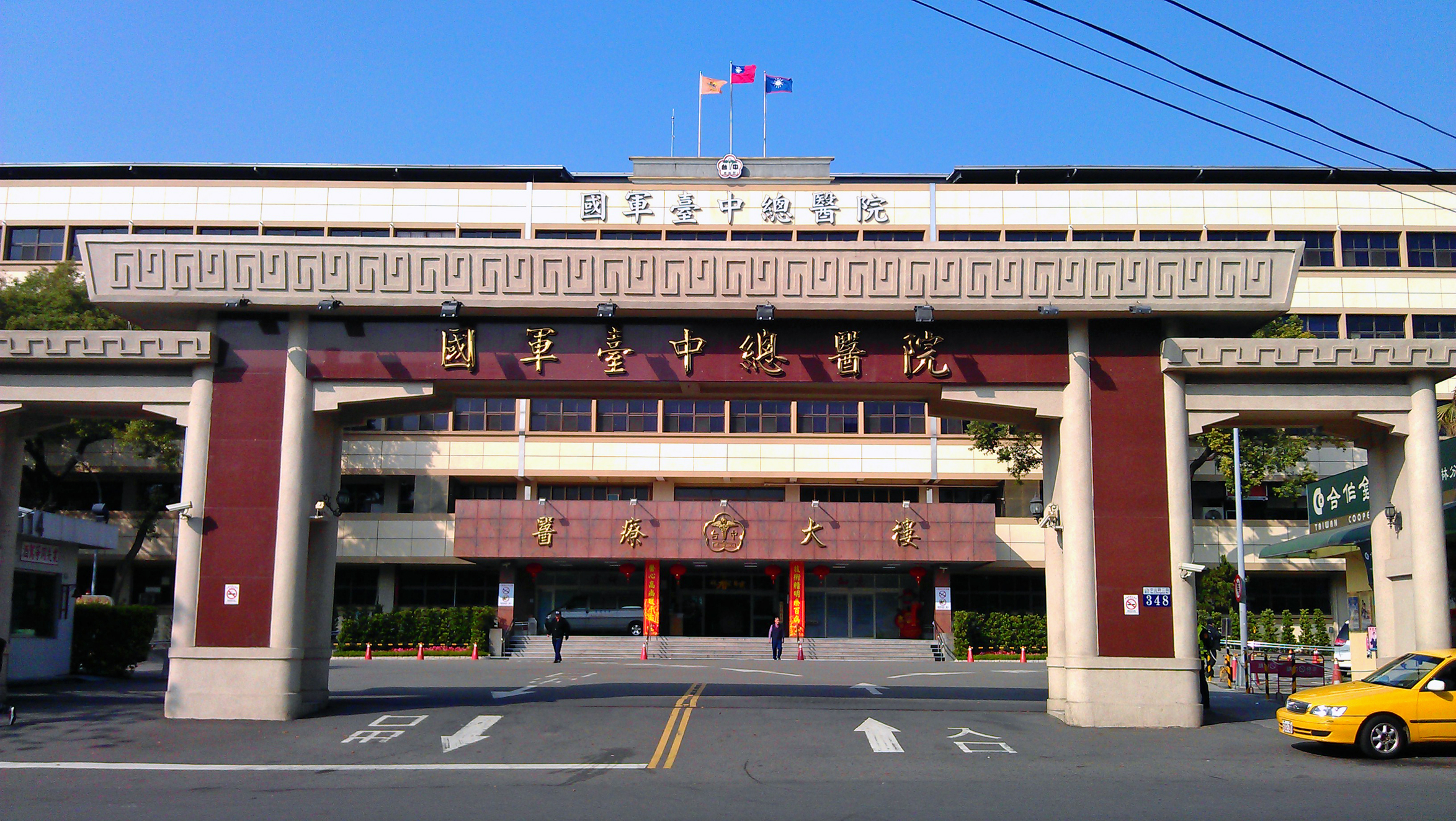
國軍臺中總醫院正門
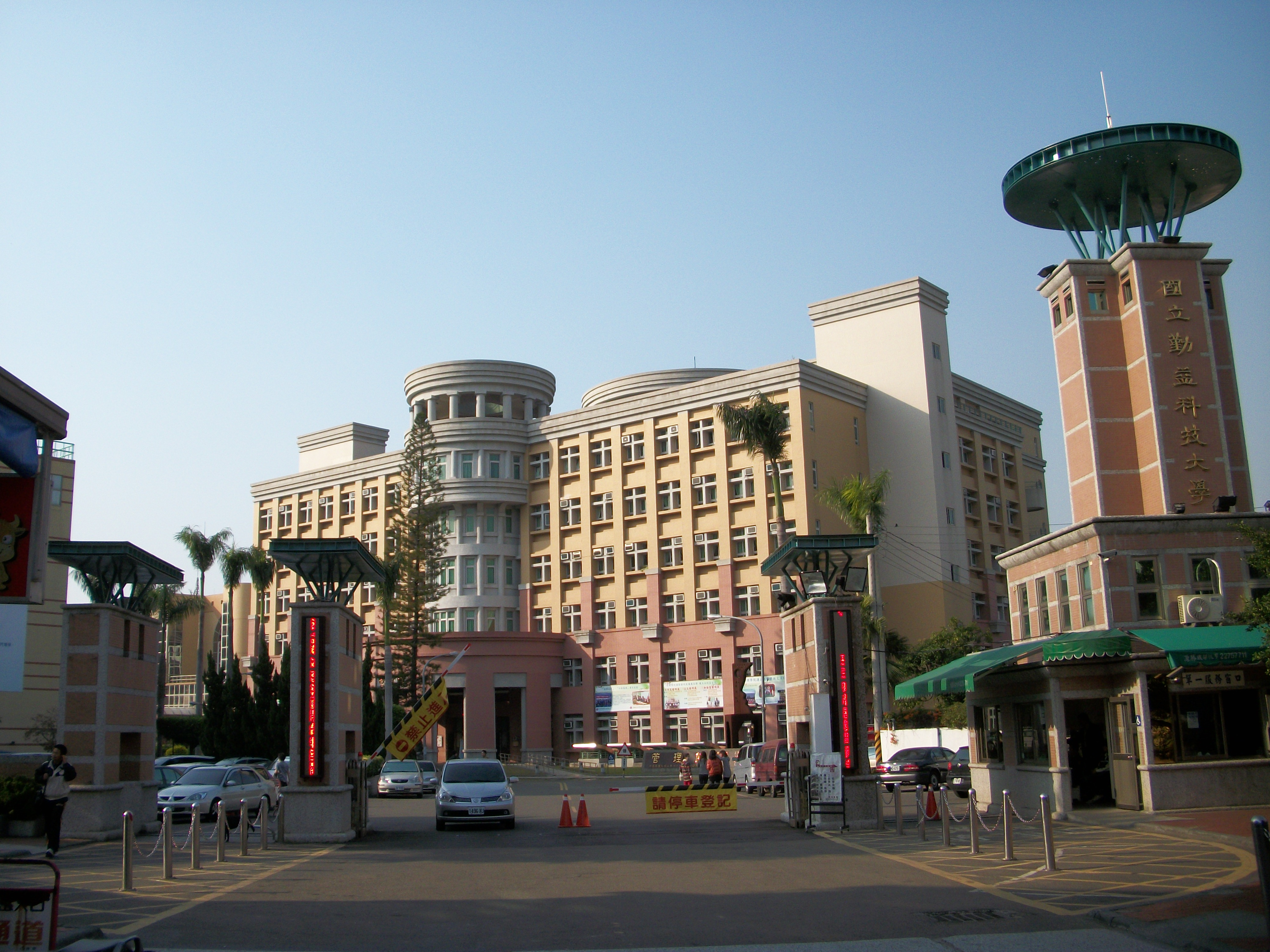
國立勤益科大學校門
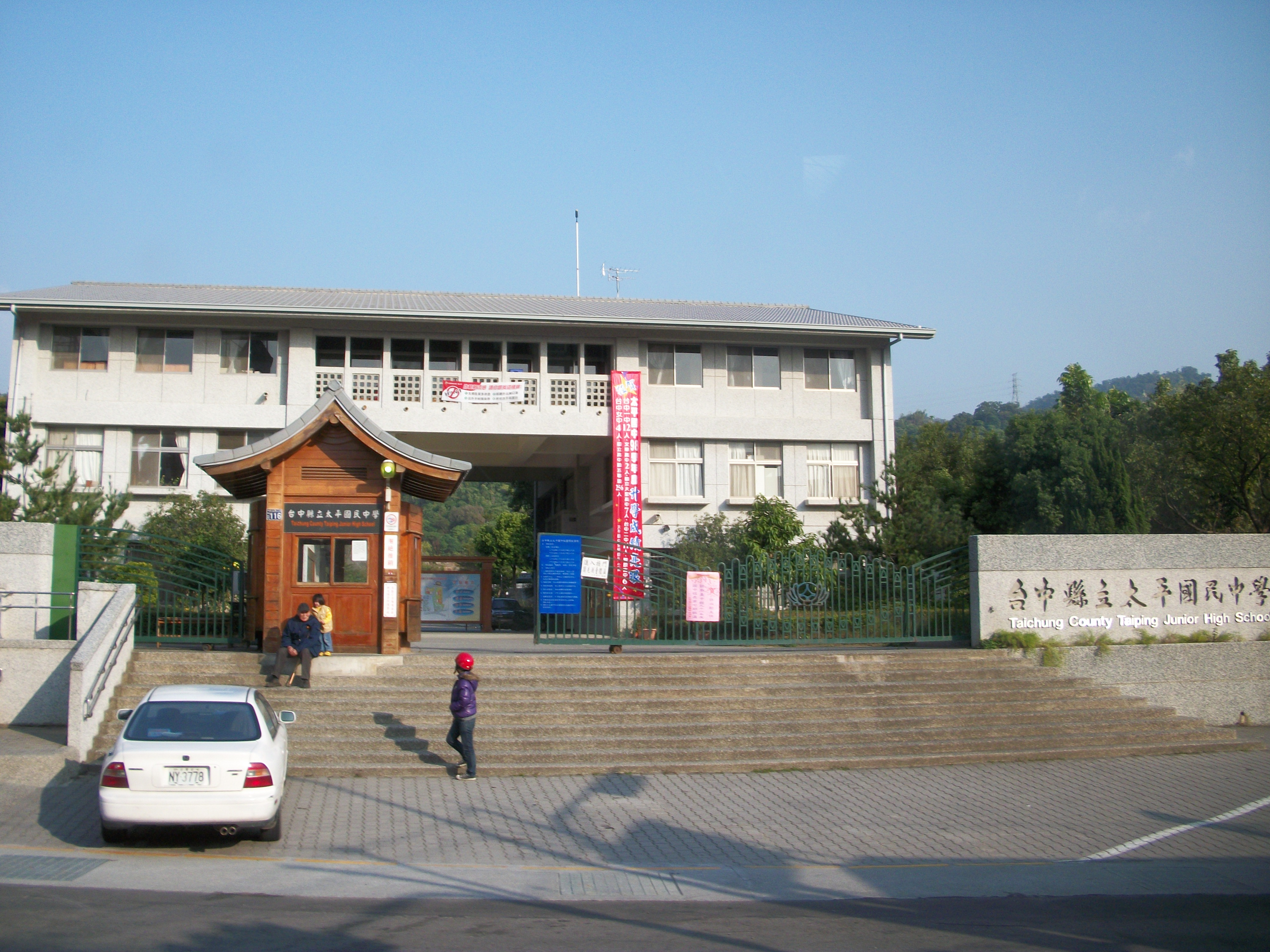
太平國中校門